# Végh István
Verebi Végh István (Bécs, 1762. augusztus 4. – Damonya, 1834. szeptember 30.) a Tartománybiztosság főigazgatója, királyi biztos, Baranya vármegye főispánja, koronaőr.

## Élete
Nemesi család sarja, édesapja verebi Végh Péter koronaügyész, édesanyja pedig felsőbüki Nagy Éva. Felsőfokú tanulmányait a budai egyetemen végezte, majd gyorsan lépkedett a ranglétrán. 1783-ban lett a Helytartótanács titkára, 1787-től pedig már tanácsos ugyanott. 1780-ban kinevezték a Tartománybiztosság másodigazgatójává, de 1807-től már a főigazgatói székben ült. 1797-ben, 1800-ban és 1805-ben a nemesi felkelések alkalmával általános főhadbiztos volt, 1809-től pedig a királyi seregek általános biztosa. 1797 és 1827 között királyi biztos. 1810-ben érdemei elismeréséül valóságos belső titkos tanácsossá nevezték ki és egyúttal a Szent István-rend középkeresztjével is kitüntették. 1825-ben az Országgyűlés második koronaőrré választotta, és ugyanekkor az adóügyi választmány elnökévé is megtették. 1830-tól két és fél éven át a Magyar Tudományos Akadémia igazgatótanácsának tagja. Országos tisztségei mellett Baranyában is viselt hivatalt, 1805-ben apja mellé nevezték ki főispáni helyettesnek, majd apja halála után főispán lett, mely tisztét aztán haláláig viselte.

### Címei, kitüntetései
- aranysarkantyús vitéz
- Szent István-rend középkeresztje, 1810.

### Családja
Feleségül vette zsadányi és törökszentmiklósi gróf Almásy Amália Teréziát (1772–1827). Csak leánygyermekeik születtek, akik közül ketten: Johanna és Karolina Bécsben apácák lettek.